# Sixpence None the Richer
Sixpence None the Richer (také známý jako Sixpence) je americká křesťanská alternativní rocková skupina, která se zformovala v New Braunfels v Texasu, nakonec se usadila v Nashvillu v Tennessee. Jsou nejlépe známí pro jejich písně „Kiss Me“ a „Breathe Your Name“ a jejich coververze „Don't Dream It's Over“ a „There She Goes“. Název kapely je inspirován pasáží z knihy Mere Christianity od C. S. Lewise. Kapela obdržela dvě nominace na cenu Grammy za Nejlepší popové vystoupení dua či skupiny s vokály pro „Kiss Me“ a Grammy Award za nejlepší rockové evangelijní album pro Sixpence None The Richer (1997).

## Discography
Studio albums
- The Faithless and the Widow (1994)
- This Beautiful Mess (1995)
- Sixpence None the Richer (1997)
- Divine Discontent (2002)
- Lost in Transition (2012)